# ويليام ديكسون (سياسي أسترالي)
ويليام ديكسون (بالإنجليزية: William Dixon)‏ هو فلاح وسياسي أسترالي، ولد في 28 مايو 1860 في أستراليا، وتوفي في 18 مايو 1935 في سيدني في أستراليا. انتخب عضو مجلس نواب تسمانيا (31 مايو 1919 – 10 مايو 1922).